# Метода сечице
У нумеричкој анализи, метода сечице је алгоритам за приближно решавање једначина, који користи низ сечица како би све боље апроксимирао корен функције .

## Метода
Метода сечице је дефинисана рекурентном релацијом
{\displaystyle x_{n+1}=x_{n}-{\frac {x_{n}-x_{n-1}}{f(x_{n})-f(x_{n-1})}}f(x_{n}).}
Као што се може видети из рекурентне релације, метода сечице захтева две почетне вредности, x0 и 1, које би требало да буду што ближе траженој нули функције.

## Извођење методе
Ако је дато  и , конструишемо праву кроз тачке) и), као што се види на слици десно. Ова права представља сечицу криве функције f. Можемо је дефинисати на следећи начин
{\displaystyle y-f(x_{n})={\frac {f(x_{n})-f(x_{n-1})}{x_{n}-x_{n-1}}}(x-x_{n}).}
 је нула ове праве, тако да је
{\displaystyle f(x_{n})+{\frac {f(x_{n})-f(x_{n-1})}{x_{n}-x_{n-1}}}(x_{n+1}-x_{n})=0.}
Решавање ове једначине даје рекурентну релацију за методу сечице.

## Конвергенција
Низ  методе сечице конвергира нули функције f, ако су почетне вредности  и  довољно близу нули. Ред конвергенције је φ, где
{\displaystyle \varphi ={\frac {1+{\sqrt {5}}}{2}}\approx 1.618}
је златни пресек. Специфично, конвергенција је суперлинеарна.
Ово важи само под одређеним техничким условима, наиме, f треба да је двапут непрекидно диференцијабилно, и дати корен функције мора да буде прост (то јест, да не буде вишеструки).
Ако почетне вредности нису близу нули, не постоји гаранција да ће метода сечице конвергирати.

## Поређење са другим приближним методама
Метода сечице не захтева да нула остане уоквирена, као што је случај код методе половљења интервала, и стога не конвергира увек. Метода лажног позиционирања користи исту формулу као и метода сечице. Међутим, она не примењује формулу на  и , као метода сечице, већ на  и на последњи  тако да f() и  имају супротне знакове. Ово значи да метода лажног позиционирања увек конвергира.
Рекурентна формула методе сечице може да се изведе из формуле за методу тангенте (Њутнова метода)
{\displaystyle x_{n+1}=x_{n}-{\frac {f(x_{n})}{f'(x_{n})}}}
коришћењем апроксимације
{\displaystyle f'(x_{n})\approx {\frac {f(x_{n})-f(x_{n-1})}{x_{n}-x_{n-1}}}.}
Ако упоредимо методу тангенте и метод сечице, видећемо да метода тангенте брже конвергира (ред 2 у односу на φ ≈ 1,6). Међутим, метода тангенте захтева израчунавање и вредности функције, и њеног извода у сваком кораку, док метода сечице захтева израчунавање само вредности функције. Стога метода сечице може бити бржа у пракси. На пример, ако претпоставимо да израчунавање f узима исто времена као и израчунавање њеног извода, и занемаримо све друге трошкове, можемо да изведемо два корака методе сечице (смањивши грешку за фактор φ² ≈ 2,6) за исто време за које метода тангенте врши један корак (смањивши грешку за фактор 2), па је метода сечице бржа.

## Пример кода
Следи  код, написан да буде читљив, а не ефикасан. Дизајниран је да нађе позитиван број x где је cos(x) = x3. Овај проблем се трансформише у проблем апроксимације за форму f(x) = cos(x)&nbsp;&minus;&nbsp;x3 = 0.
Метода сечице ће се у коду извршавати све док се један од следећа два услова не испуни:
1. {\displaystyle |x_{n+1}-x_{n}|<e}
2. {\displaystyle n>m}

за неке задате m и e.
Након извршавања кода, коначно решење је приближно 0,865474033101614. Почетне, успутне и коначне апроксимације су излистане испод:
{\displaystyle x_{0}=0\,\!}
{\displaystyle x_{1}=1\,\!}
{\displaystyle x_{2}=0.685073357326045\,\!}
{\displaystyle x_{3}=0.841355125665652\,\!}
{\displaystyle x_{4}=0.870353470875526\,\!}
{\displaystyle x_{5}=0.865358300319342\,\!}
{\displaystyle x_{6}=0.865473486654304\,\!}
{\displaystyle x_{7}=0.865474033163012\,\!}
{\displaystyle x_{8}=0.865474033101614\,\!}
Следећи график показује функцију f у црвеном, и последњу сечицу у плавом. На графику се види да је пресек x осе и сечице прилично добра апроксимација нуле функције .